# 46e législature de l'Assemblée fédérale suisse
La 46e législature des Chambres fédérales s'étend du 6 décembre 1999 au 30 novembre 2003. Elle correspond à la 46e législature du Conseil national, intégralement renouvelé lors des élections fédérales de 1999.